# Кулун (озеро)
Кулун (кирг. Кулун) — горное озеро в Ошской области Кыргызстана. Находится на западном склоне Ферганского хребта на территории Кулунатинского государственного заповедника. Озеро является водоёмом завального происхождения, через него протекает река Кулун (приток Тара). Просачивающаяся через завал вода ниже по течению реки образует озеро Кулун Малый.
Длина 4,6 км, ширина 700 метров. Образовано завалом, современные размеры которого 120 м в высоту, 500 м в ширину и 200 м в длину. Северный и южный склоны котловины крутые (60°), окружены скалами. С северной стороны озера растёт сосна, а на юге — арча (древовидный можжевельник).
Объём воды — 0,12 км³. Площадь поверхности — 3,25 км². Высота над уровнем моря — 2856 м, глубина озера до 91 метра. Площадь водосборного бассейна — 144 км². Вода пресная и прозрачная.
По местной легенде, озёра Кулун и Малый Кулун появились от слёз кобылицы Сур Бээ, которая спасала здесь своего жеребёнка (кирг. кулун) от волков и призывала на помощь скалы, что обрушились на хищников.